# Helena Sobková
Helena Sobková (* 1932 Dobřany) je česká spisovatelka a pedagožka, známá především svými studiemi o životě Boženy Němcové.

## Život
Narodila se v Dobřanech, dětství prožila ve Zbůchu. Maturovala na gymnáziu v Plzni a vystudovala Pedagogickou fakultu Univerzity Karlovy, obor český jazyk, literatura a dějepis). Od roku 1953 žije v Praze, provdána byla za Vladimíra Sobka (+ 2006), učitele na gymnáziu ve Vršovicích. V letech 1963–2014 často pobývala na chalupě v Jizerských horách, prostředí ji inspirovalo k napsání knihy Pohádka o protržené přehradě.

## Dílo
Významnou část svého díla věnovala Helena Sobková výsledkům svého bádání o životě Boženy Němcové a širších souvislostech. Prostudovala mj. českoskalické i vídeňské matriky a zejména došla k závěru, že se Božena Němcová narodila dříve, než bylo dosud udáváno, a že možnými rodiči (nikoliv jednoznačně doloženými) mohli být Dorothea von Biron a Karel Jan Clam-Martinic. Jiní badatelé, jako Jaroslav Šůla (který současně považuje práci Heleny Sobkové za záslužnou), teorii o šlechtickém původu Boženy Němcové odmítají.

### Díla o Boženě Němcové a souvislostech
- Nové úvahy o narození a původu Boženy Němcové (IN: Marginálie 1988; prémie Spolku českých bibliofilů 1988; Praha, Památník národního písemnictví, 1988)
- Tajemství Barunky Panklové (nové úvahy o narození a původu Boženy Němcové; Praha, Horizont, 1991 a 1992; Mladá fronta 1997; Litomyšl, Paseka, 2008)
- Kateřina Zaháňská (Praha, Mladá fronta, 1995; Litomyšl, Paseka, 2007)[p 2]
- Božena Němcová a Zaháň (Praha, ARSCI, 2001)
- Malíř slavného portrétu Josef V. Hellich (Praha, ARSCI, 2003)
- Dorothea, vévodkyně Kuronská (Litomyšl Paseka, 2010)

### Časopisecké příspěvky
Odbornými či vzpomínkovými texty přispívá Helena Sobková do periodického tisku, např.:
- Pohřeb vévodkyně Kateřiny Zaháňské (Tvar, 19/1999, s. 9)[5]
- Retrospektivy Zbůchu (Zbůšský zpravodaj 2011, 2012)[6]

### Ostatní
- Vzpomínky na dětství (vzpomínky matky Heleny Sobkové. Marie Beranové Zierlové – obrázky ze Žilova a Stýskal; pro vydání připravila a edičními poznámkami opatřila Helena Sobková; Obec Žilov a Plzeň, Kletr, 2009)
- Pohádka o protržené přehradě (Vyšlo při příležitosti 100. výročí protržení přehrady na Desné, ilustrovala Pavlína Váchová; Liberec, Knihy 555, 2016)
- Naše Desná ( Desná v Jizerských horách očima minulosti. Vydal Městský úřad Desná roku 1993 ke třístému jubileu svého založení, recenzovali Ing. Ladislav Žák, Dietmar Lauer, © PaeDr. Helena Sobková, 1993)